# 製図工

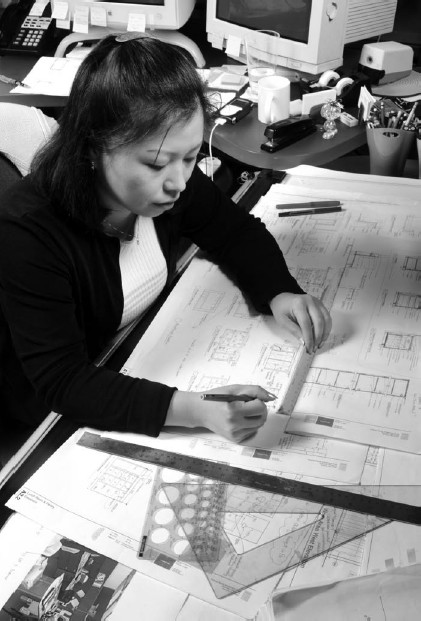
作業中の一般的な製図工

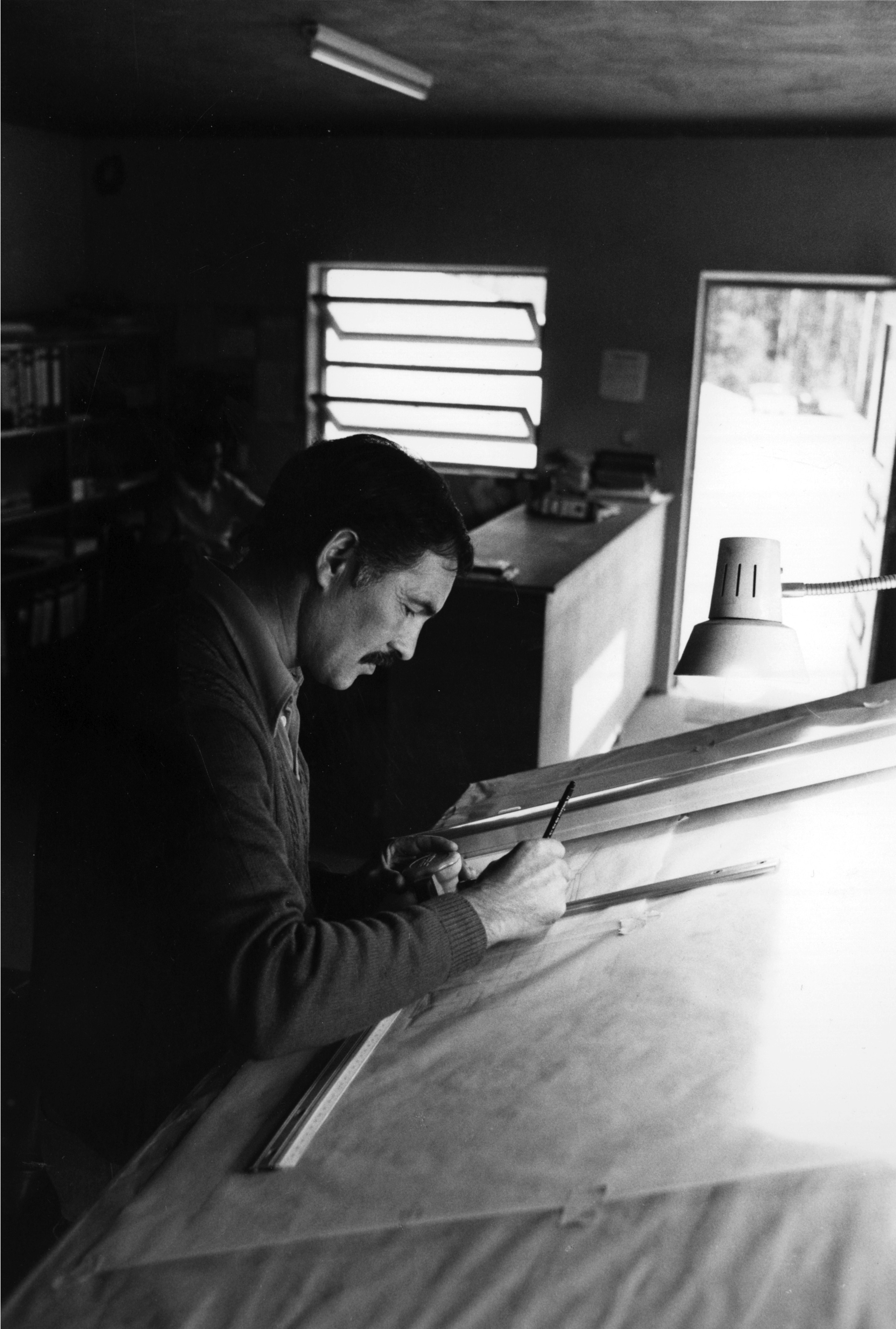
1970年代のポルトガルの製図工。製図機を使用

製図工、ドラフトマン、製図技術者（イギリス英語: drafter, draughtsman、アメリカ英語・カナダ英語: draftsman, drafting technician）は、設計図のうち詳細図面を作る作図者で、技術的な図面等の製図とは、コンピュータソフトウェアおよび作図作画用具を使用し、機械設計のための計画、建物、電機、インフラ、セクションなどでエンジニアや設計者の設計案、計画案、そのレイアウトを一連の技術図面として変換することである。製図工はサポート開発者として機能し、予備設計コンセプトから工学設計において図面を作製する。

## 概要
過去には、作図者が鉛筆、ペン、コンパス、分度器、三角定規、その他の製図装置を使って手で図面を作成。1980年代から1990年代にかけて、新しく開発されたコンピュータ支援設計システム（CAD）がリリースされ、より速いペースで技術図面を作成できるようになったため、現代の多くの作図者は、AutoCAD、Revit、SolidWorksなどのコンピュータソフトウェアを使用してエンジニアや設計者の設計成果を技術図面や設計図に仕上げており、ボードの作図はCADシステムの基盤を成す。これらの図面の多くは、構造物、用具または機械の作成などに利用されていく。さらに、図面には、寸法、材料および手順などの設計仕様も含まれている。その結果、起草者も気軽にCADオペレータを成し、エンジニアリング作画、またはエンジニアリング技術の人と呼ぶことができる。設計者は、CADシステムを使用して、図面を電子的に作成して保存することができるため、自動製造システムで直接表示、印刷、またはプログラムすることができる。またCADシステムにより設計者は設計のバリエーションを迅速に作成することができる。なお起草者はCADを広範囲に使用しうるが、それ自体は単なるツールである。
製図工は現在CADスキルに加えて、従来のドラフト技術に関する知識が必要である。CADシステムの世界的な普及にもかかわらず、設計基準に基づく製図とスケッチは特定の状況下で適用されている。
製図工の図面は、視覚的なガイドラインを提供し、製品や構造を構築する方法を示す。図面には、技術的な詳細が含まれ、寸法、材料、および手順を指定する。製図工は、技術者、測量者、建築家、または科学者が作成した図面、概略スケッチ、仕様、および計算を駆使して、技術的詳細を記述する。例えば起草者は、構造の詳細を描くために、標準化された構築技法に関する知識を駆使する。いくつかは機械の部品を描くために工学と製造の理論と標準についての理解を使用している。それらは、機械を組み立てるのに必要なファスナの数および種類などの設計要素として決定されるのであって製図工はテクニカルハンドブック、テーブル、電卓、コンピュータを使用して作図を完了する。

## 専門分野別
製図作業を要する専門分野は多岐に渡る。
航空作図者は、航空機、ミサイル、および関連部品の製造に使用される計画と仕様を詳述する設計図を作成する。
建築家など建築図面起案者は、建物や他の構造物の建築的および構造的な特徴を引き出す。これらの設計は、住宅、商業ビルおよび発電所の建設または改造に使用されるが、これらの従事者は、居住用または商業用のような構造のタイプ、または鉄筋コンクリート、石積み、鉄鋼、または木材などの使用される建築材料種類に特化することができる。
土木従事者は、建物、高速道路、橋梁、パイプライン、洪水制御プロジェクト、上下水道システムなどの主要建設または土木プロジェクトで使用される図面や地形図を作成する。
電気設計者は、通信センタ、発電所、配電システム、および建物に電気機器および配線を組み立て、設置、修理で作業者が使用する配線およびレイアウト図を作成し、電子機器の作図者は、電子機器や部品の製造、設置、修理に使用される配線図、回路基板アセンブリ図、回路図、およびレイアウト図を描く。
機械製図者は、さまざまな機械および機械装置の詳細と組み立て、寸法、固定方法、製造装置、および機械的設備インフラを示す図面を作成し、プロセス配管またはパイプライン起草者は、レイアウト、構成、及び操作に用いる石油及びガス田、製油所、化学プラントおよびプロセス配管システムの図面を準備する。
太陽光発電の起案者は、インバータパッドの位置図とスラブの建設図面を示す図面を作成し、特定の太陽光発電システムアセンブリの詳細と配線図を準備する。

## 雇用と職場環境
製図工は、建築設計事務所、製造会社、エンジニアリング会社、CAD特有のワークグループ、建設会社、エンジニアリングコンサルタント会社、政府、天然資源会社、または独立して自営業として従事。製図技術者および作図者はエンジニア、建築家、または工業デザイナーをサポートする幅広い総合的なエンジニアリングチームの一員として働くことが多く、あるいは単独で受託して作業する場合もある。
その地位は、建築家やエンジニアにとって熟練した助手の一人である。固有の知識、能カ、経験によって業務報酬は異なり、エンジニア、設計者やアーキテクトとドラフトマンは職能の違いであるから、それぞれ独立した職能として業務報酬の高さの決め方自体が異なり、たとえば建築家の業務報酬がドラフトマンの業務報酬より高いとは決まっていない。逆の場合もいくらでもある。欧米の建築設計では、歴史・文化と生活に基づく建築象を具体化するため、創意工夫によって創造される基本設計と実施設計を同時並行で作成する建築家はいるが、基本設計しか行わずにドラフトマンの実施設計を監理する建築家もいれば、ドラフトマンのように実施設計を行う建築家もいる。
現代の者はコンピュータ端末で多くの作業をしているが、通常オフィスで作業し、調整可能なドローイングボードや手作業の図面を作成する際にドラフトテーブルに座っている。彼らは通常の職場環境で働いているが、製造工場や建設現場へ出張や移動時間を費やさなければならない者もいる。目の疲れ、背中の不快感、手および手首の問題。ほとんどの者は週に標準40時間ほど働く。パートタイムの仕事は少ない。

## 教育と訓練
英語、数学、科学、電子工学、コンピュータ技術、作図とデザイン、視覚芸術、およびコンピュータグラフィックスの高等学校のコースは、キャリアを考える人々にとって有益である。作図者が要求する属性には、テクニカルライティングスキル、問題解決スキル、2次元図面から3次元オブジェクトを視覚化する能力、機械のパーツとさまざまなインフラストラクチャの関係を描く能力などがある。他のスキルには、金属、プラスチック、木材、および製造プロセス全体および建設方法および基準に使用される他の材料の品質に関する深い知識が含まれる。技術的専門知識、建設と製造プロセスの強固な理解、製図と設計の原則に関する確かな知識もまた、仕事する上で重要な資産である。近代的な雇用市場ではCAD製図者が作図計画を立てることを可能にする技術的スキルに加え、CAD作成者がクライアントとコミュニケーションし、現実世界の同僚と効果的な方法で図面案を明確にする手腕も必要となる。
雇用者は、高等学校卒業程度で技術学校で訓練を修了した者を好む。今般将来の作製者にはCADソフトウェアに関する豊富な知識と経験が必要となる。ライセンスは従事者になるための前提条件ではないが、ADDA（American Design Drafting Association）など認定とライセンス供与が行われてもいる。認可と認定は、特定の草案専門のコアコンピタンスと知識を強調している。デザインスキルの証明書と卒業証書は、一般に、職業訓練学校、作図技術学校およびコミュニティカレッジや工業訓練機関などの非大学の高等教育機関によっても提供している。
見習は有料での職業訓練と経験をクラス内の指導と組み合わせて行う。作図者になることに関心のある人は技術者となる資格を得ることができる。製図技術者は、通常、コミュニティーカレッジや専門学校の技術設計や作図技術で2年から3年の卒業証書を取得している。
製図家は経験を積むために会社から会社へと転職して出世している傾向がある。より上級のドラフト担当者は、多くの場合マネジメントポジションに移行し、より多くの経験を得るたびにプロジェクト全体を監督できるようになり、自分のビジネスを開始して自営業になることができる。また、経験豊富なドラフト担当者はエンジニアリング、アーキテクチャ、工業デザイン、インテリアデザイン、展示デザイン、ランドスケープデザイン、セットデザイン、およびアニメーション界隈で活動していく
。